# 뚝새풀
뚝새풀(학명: Alopecurus aequalis)은 벼과 뚝새풀속의 한해살이 또는 두해살이풀이다. 뱀이 나옴직한 곳에서 자란다하여 이런 이름이 붙었으며, 지방마다 독새풀, 둑새풀, 독개풀, 산독새풀, 독새, 독새기, 개풀 등으로 부른다.

## 분포
한국·중국·일본·시베리아 등지에 분포한다.

## 특징
털이 없으며 잎은 편평하며 길이 5~15 cm, 나비 2~5 mm로서 백록색이며 잎혀는 색이 연하며 가장자리가 밋밋하고 반원형 또는 달걀 모양이다. 꽃은 5~6월에 피며 꽃이삭은 길이 3~8 cm, 나비 3~5 mm로서 연한 녹색이고 가지에 털이 약간 있다. 작은 이삭은 1개의 꽃으로 되며 좌우로 납작하고 짧은 대가 있다. 포영은 밑부분이 약간 붙으며 좁은 거꿀달걀 모양이고 바깥쪽 맥 밑부분에 누운 털이 있다. 호영은 포영과 길이가 비슷하고 달걀 모양이며 털이 없다. 까락은 뒷면 중앙 이하에서 돋는다. 꽃이 핀 것은 소가 잘 안 먹는다. 논이나 들의 습지에 난다.

## 참고 문헌
- 이 문서에는 다음커뮤니케이션(현 카카오)에서 GFDL 또는 CC-SA 라이선스로 배포한 글로벌 세계대백과사전의 내용을 기초로 작성된 글이 포함되어 있습니다.